# Isocoma pluriflora
Isocoma pluriflora es una especie de planta herbácea perennifolia, nativa del sudoeste de los Estados Unidos. 

## Descripción
Alcanza un tamaño de 0,30 a 1,07 m de altura, y tiene pequeñas flores amarillas que crecen en la parte superior de los tallos leñosos. Se llama "pluriflora", "muchas flores ', por su hasta 25-50 tallos verticales y aproximadamente paralelos, con punta de flores de color amarillo dorado.

## Distribución
Su área de distribución se limita al suroeste de los Estados Unidos en los estados de Arizona, Nuevo México y oeste de Texas; también aparece en las regiones del norte de México.

## Toxicidad
Isocoma plurifora es venenosa y produce temblor en el ganado. Los principales compuestos responsables de su toxicidad son la tremetona y la dehidroxitremetona. Cuando el ganado ingiere la planta, las sustancias tóxicas se excretan a través de la leche y pueden causar intoxicaciones en los seres humanos que ingieren la leche o productos lácteos derivados, la enfermedad resultante puede ser mortal y se conoce como enfermedad de la leche.

## Taxonomía
Isocoma pluriflora fue descrita por (Torr. & A.Gray) Greene y publicado en Erythea 2(7): 111. 1894.
Etimología
Isocoma: nombre genérico que deriva del griego y significa
"un mechón de pelos iguales", en referencia a las flores.
pluriflora: epíteto latíno que significa "con muchas flores".
Sinonimia
- Aster heterophyllus (A.Gray) Kuntze
- Bigelowia pluriflora (Torr. & A.Gray) A.Gray
- Bigelowia wrightii (A.Gray) A.Gray
- Bigelowia wrightii var. hirtella (A.Gray) A.Gray
- Bigelowia wrightii var. wrightii
- Chrysocoma graveolens Torr.
- Haplopappus heterophyllus (A.Gray) S.F.Blake
- Haplopappus pluriflorus (Torr. & A.Gray) H.M.Hall
- Isocoma halophytica B.L.Turner
- Isocoma heterophylla (A.Gray) Greene
- Isocoma hirtella (A.Gray) A.Heller
- Isocoma oxylepis Wooton & Standl.
- Isocoma wrightii (A.Gray) Wooton & Standl.
- Isocoma wrightii (A.Gray) Rydb.
- Linosyris heterophylla A.Gray
- Linosyris hirtella A.Gray
- Linosyris pluriflora Torr. & A.Gray
- Linosyris wrightii A.Gray[5]